# La La Land
La La Land is een Amerikaanse romantische dramedy-musicalfilm uit 2016, geschreven en geregisseerd door Damien Chazelle. De film ging op 31 augustus in première op het filmfestival van Venetië. De film behaalde een recordaantal Oscarnominaties. In totaal ontving de film 14 nominaties, evenveel als All About Eve (1950) en Titanic (1997). Daarmee is de film gedeeld recordhouder. Zes Oscars werden gewonnen.

## Verhaal
Mia is een serveerster met de droom om actrice te worden, maar ondanks de talloze audities die ze doet, heeft ze geen succes.  Jazzmuzikant Sebastian droomt van een eigen club.  Ze ontmoeten elkaar een paar keer toevallig en worden verliefd. Ze proberen elkaar te stimuleren hun dromen waar te maken en met succes. Maar dit succes drijft hen ook geleidelijk uit elkaar.
De film springt vijf jaar vooruit. Mia is nu getrouwd met een andere man en heeft een dochtertje. Toevallig komen Mia en haar man langs een jazzclub en gaan er naar binnen. Sebastian blijkt er op te treden, het is zijn club. Nu volgt een droomscène, waarin Mia en Sebastian met elkaar verder zijn gegaan. Terug in de werkelijkheid kijken Mia en Sebastian elkaar nog aan zonder iets te zeggen, waarna Mia vertrekt met haar man.

## Rolverdeling
| - Ryan Gosling als Sebastian Wilder - Emma Stone als Mia Dolan - John Legend als Keith - Rosemarie DeWitt als Laura Wilder - Finn Wittrock als Greg Earnest - Jessica Rothe als Alexis - Sonoya Mizuno als Caitlin | - Callie Hernandez als Tracy - J. K. Simmons als Bill - Tom Everett Scott als David - Meagen Fay als Mia's moeder - Damon Gupton als Carlo - Jason Fuchs als Harry Whitmark - Josh Pence als Josh |

## Productie
Chazelle schreef het scenario van de film ruim voordat hij Whiplash (2014) maakte; het kostte hem zes jaar om de financiering rond te krijgen. Over het verhaal en het musicalgenre vertelde de regisseur in een interview: "Ik geniet zelf enorm van het genre, en ik wilde mij op geen enkele manier excuseren omdat ik een goede musicalfilm wilde maken. Natuurlijk moesten de dansnummers er wel prachtig uitzien. Maar ik wilde niet de dans en de muziek misbruiken om valse emoties op te wekken. Als de film mensen raakt, moet dat door het verhaal komen."
In juni 2014 kwam het nieuws dat Chazelle zijn script La La Land zou verfilmen met Miles Teller en Emma Watson in de hoofdrollen. Ze werden in april 2015 vervangen door respectievelijk Gosling en Stone, die al eerder een filmkoppel speelden in Crazy, Stupid, Love. (2011) en Gangster Squad (2013). Chazelle stelde Stone aan nadat hij haar in 2014 op Broadway zag optreden in een voorstelling van de musical Cabaret. Gosling leerde speciaal voor zijn rol in deze film pianospelen; Chazelle bezwoer in een interview dat Gosling alle pianonummers zelf heeft gespeeld.
De film is bekend vanwege de vijf minuten durende openingsscène waarin een muzieknummer wordt gezongen op de snelweg. Chazelle lichtte toe dat er daadwerkelijk op een afgezet stuk snelweg werd gedraaid: "We hebben de scène een keer of twintig gedraaid. Het is me niet gelukt één shot in zijn geheel te gebruiken, er zitten stiekem een paar 'cuts' in het nummer. Maar het is wel een lied geworden dat het publiek meteen meesleurt in het verhaal."

## Ontvangst
De film werd unaniem geprezen door de pers. Na vertoning op het Internationaal filmfestival van Venetië werd de film onmiddellijk omgedoopt tot grote kanshebber van alle belangrijke filmgerelateerde awards.
In Nederland werd de film ten tijde van de release vertoond in 87 bioscoopzalen. De recensent van het NRC Handelsblad bekroonde de film met vijf uit vijf sterren en schreef: "Hoe simpel het verhaaltje over de onvermijdelijke liefde van deze twee verwante zielen en hun respectievelijke carrièretrubbels ook is, wat de film echt boven zichzelf uit doet tillen is het geniaal gescripte en gechoreografeerde einde." De recensent van De Volkskrant had vier uit vijf sterren voor "de meest nostalgische film van het jaar" over en hoewel Stone en Gosling werden bekritiseerd voor een gebrek aan chemie, bewonderde ze de droomwereld die Chazelle heeft gecreëerd: "Niet het meest originele beeld, wel ongelooflijk effectief: het is onmogelijk niet voor even te geloven in dat filmmagische sprookje. Een goede musical tilt je op en haalt je tijdelijk uit de echte wereld van onontkoombare treurnis en dagelijkse dompers. La La Land slaagt daar glorieus in." Popcultuursite Pro-Test gaf vijf uit vijf sterren: "Hoe vaak nam je niet een belangrijke beslissing en bleef je benieuwd naar de andere kant van de medaille? La La Land durft te dromen van wat had kunnen zijn en laat ook zien wat is." De film won in 2017 zeven Golden Globe Awards en werd genomineerd voor elf BAFTA Awards (waarvan er vijf werden gewonnen) en veertien Oscars (waarvan er zes werden gewonnen).

## Muziek
De nummers en de soundtrack voor La La Land zijn gecomponeerd en gearrangeerd door Justin Hurwitz, een oud klasgenoot van Chazelle op de Harvard-universiteit. De songteksten zijn geschreven door Pasek en Paul, behalve het nummer "Start a Fire", dat geschreven is door John Stephens, Hurwitz, Marius de Vries en Angelique Cinelu.
Het soundtrackalbum werd op 9 december 2016 uitgebracht door Interscope Records.

### Tracklist
La La Land: Original Motion Picture Soundtrack
| Nr.                  | Titel                                      | Artiest                                                      | Duur |
| -------------------- | ------------------------------------------ | ------------------------------------------------------------ | ---- |
| 1.                   | "Another Day of Sun"                       | Cast van La La Land                                          | 3:48 |
| 2.                   | "Someone in the Crowd"                     | Emma Stone, Callie Hernandez, Sonoya Mizuno en Jessica Rothe | 4:20 |
| 3.                   | "Mia & Sebastian's Theme"                  | Justin Hurwitz                                               | 1:38 |
| 4.                   | "A Lovely Night"                           | Ryan Gosling en Emma Stone                                   | 3:57 |
| 5.                   | "Herman's Habit"                           | Justin Hurwitz                                               | 1:52 |
| 6.                   | "City of Stars"                            | Ryan Gosling                                                 | 1:51 |
| 7.                   | "Planetarium"                              | Justin Hurwitz                                               | 4:17 |
| 8.                   | "Summer Montage / Madeline"                | Justin Hurwitz                                               | 2:05 |
| 9.                   | "City of Stars"                            | Ryan Gosling en Emma Stone                                   | 2:30 |
| 10.                  | "Start a Fire"                             | John Legend                                                  | 3:12 |
| 11.                  | "Engagement Party"                         | Justin Hurwitz                                               | 1:27 |
| 12.                  | "Audition (The Fools Who Dream)"           | Emma Stone                                                   | 3:48 |
| 13.                  | "Epilogue"                                 | Justin Hurwitz                                               | 7:39 |
| 14.                  | "The End"                                  | Justin Hurwitz                                               | 0:46 |
| 15.                  | "City of Stars (Humming)" (met Emma Stone) | Justin Hurwitz                                               | 2:43 |
| Totale lengte: 45:53 |                                            |                                                              |      |

La La Land: Original Motion Picture Score
| Nr.                  | Titel                                                                    | Artiest        | Duur |
| -------------------- | ------------------------------------------------------------------------ | -------------- | ---- |
| 1.                   | "Mia Gets Home"                                                          | Justin Hurwitz | 0:27 |
| 2.                   | "Bathroom Mirror / You're Coming Right?"                                 | Justin Hurwitz | 1:23 |
| 3.                   | "Classic Rope-a-Dope"                                                    | Justin Hurwitz | 0:45 |
| 4.                   | "Mia & Sebastian's Theme"                                                | Justin Hurwitz | 1:37 |
| 5.                   | "Stroll up the Hill"                                                     | Justin Hurwitz | 0:49 |
| 6.                   | "There the Whole Time / Twirl"                                           | Justin Hurwitz | 0:44 |
| 7.                   | "Bogart & Bergman"                                                       | Justin Hurwitz | 2:11 |
| 8.                   | "Mia Hates Jazz"                                                         | Justin Hurwitz | 1:10 |
| 9.                   | "Herman's Habit"                                                         | Justin Hurwitz | 1:52 |
| 10.                  | "Rialto at Ten"                                                          | Justin Hurwitz | 1:38 |
| 11.                  | "Rialto"                                                                 | Justin Hurwitz | 0:28 |
| 12.                  | "Mia & Sebastian's Theme (Late for the Date)"                            | Justin Hurwitz | 1:30 |
| 13.                  | "Planetarium"                                                            | Justin Hurwitz | 4:19 |
| 14.                  | "Holy Hell"                                                              | Justin Hurwitz | 0:42 |
| 15.                  | "Summer Montage / Madeline"                                              | Justin Hurwitz | 2:04 |
| 16.                  | "It Pays"                                                                | Justin Hurwitz | 2:12 |
| 17.                  | "Chicken on a Stick"                                                     | Justin Hurwitz | 1:40 |
| 18.                  | "City of Stars / May Finally Come True" (met Ryan Gosling en Emma Stone) | Justin Hurwitz | 4:18 |
| 19.                  | "Chinatown"                                                              | Justin Hurwitz | 1:23 |
| 20.                  | "Surprise"                                                               | Justin Hurwitz | 1:30 |
| 21.                  | "Boise"                                                                  | Justin Hurwitz | 1:13 |
| 22.                  | "Missed the Play"                                                        | Justin Hurwitz | 0:36 |
| 23.                  | "It's Over / Engagement Party"                                           | Justin Hurwitz | 1:35 |
| 24.                  | "The House in Front of the Library"                                      | Justin Hurwitz | 0:31 |
| 25.                  | "You Love Jazz Now"                                                      | Justin Hurwitz | 0:51 |
| 26.                  | "Cincinnati"                                                             | Justin Hurwitz | 2:06 |
| 27.                  | "Epilogue"                                                               | Justin Hurwitz | 7:39 |
| 28.                  | "The End"                                                                | Justin Hurwitz | 0:46 |
| 29.                  | "Credits"                                                                | Justin Hurwitz | 3:40 |
| 30.                  | "Mia & Sebastian's Theme (Celesta)"                                      | Justin Hurwitz | 1:28 |
| Totale lengte: 53:07 |                                                                          |                |      |

## Prijzen en nominaties
De belangrijkste:
| Jaar | Prijs                    | Categorie                      | Genomineerde(n)                                                            | Uitslag     |
| ---- | ------------------------ | ------------------------------ | -------------------------------------------------------------------------- | ----------- |
| 2016 | Filmfestival van Venetië | Coppa Volpi voor beste actrice | Emma Stone                                                                 | Gewonnen    |
| 2016 | Filmfestival van Toronto | Publieksprijs                  | Damien Chazelle                                                            | Gewonnen    |
| 2016 | National Board of Review | Top 10 films van het jaar      | Top 10 films van het jaar                                                  | Gewonnen    |
| 2016 | American Film Institute  | Top 10 films van het jaar      | Top 10 films van het jaar                                                  | Gewonnen    |
| 2017 | Academy Award            | Beste film                     | Beste film                                                                 | Genomineerd |
| 2017 | Academy Award            | Beste regisseur                | Damien Chazelle                                                            | Gewonnen    |
| 2017 | Academy Award            | Beste acteur                   | Ryan Gosling                                                               | Genomineerd |
| 2017 | Academy Award            | Beste actrice                  | Emma Stone                                                                 | Gewonnen    |
| 2017 | Academy Award            | Beste origineel scenario       | Damien Chazelle                                                            | Genomineerd |
| 2017 | Academy Award            | Beste filmmuziek               | Justin Hurwitz                                                             | Gewonnen    |
| 2017 | Academy Award            | Beste filmsong                 | Justin Hurwitz, Benj Pasek, Justin Paul ("Audition (The Fools Who Dream)") | Genomineerd |
| 2017 | Academy Award            | Beste filmsong                 | Justin Hurwitz, Benj Pasek, Justin Paul ("City of Stars")                  | Gewonnen    |
| 2017 | Academy Award            | Beste geluidseffecten          | Ai-Ling Lee, Mildred Latrou Morgan                                         | Genomineerd |
| 2017 | Academy Award            | Beste geluid                   | Andy Nelson, Air-Ling Lee, Steve A. Morrow                                 | Genomineerd |
| 2017 | Academy Award            | Beste productieontwerp         | Sandy Reynolds-Wasco, David Wasco                                          | Gewonnen    |
| 2017 | Academy Award            | Beste camerawerk               | Linus Sandgren                                                             | Gewonnen    |
| 2017 | Academy Award            | Beste kostuums                 | Mary Zophres                                                               | Genomineerd |
| 2017 | Academy Award            | Beste montage                  | Tom Cross                                                                  | Genomineerd |
| 2017 | Golden Globes            | Beste film (musical/komedie)   | Beste film (musical/komedie)                                               | Gewonnen    |
| 2017 | Golden Globes            | Beste regisseur                | Damien Chazelle                                                            | Gewonnen    |
| 2017 | Golden Globes            | Beste actrice                  | Emma Stone                                                                 | Gewonnen    |
| 2017 | Golden Globes            | Beste acteur                   | Ryan Gosling                                                               | Gewonnen    |
| 2017 | Golden Globes            | Beste scenario                 | Damien Chazelle                                                            | Gewonnen    |
| 2017 | Golden Globes            | Beste soundtrack               | Justin Hurwitz                                                             | Gewonnen    |
| 2017 | Golden Globes            | Beste muzieknummer             | Justin Hurwitz, Benj Pasek, Justin Paul ("City of Stars")                  | Gewonnen    |
| 2017 | BAFTA Award              | Beste film                     | Beste film                                                                 | Gewonnen    |
| 2017 | BAFTA Award              | Beste regisseur                | Damien Chazelle                                                            | Gewonnen    |
| 2017 | BAFTA Award              | Beste actrice                  | Emma Stone                                                                 | Gewonnen    |
| 2017 | BAFTA Award              | Beste filmmuziek               | Justin Hurwitz                                                             | Gewonnen    |
| 2017 | BAFTA Award              | Beste cinematografie           | Linus Sandgren                                                             | Gewonnen    |
| 2017 | Directors Guild Award    | Beste film                     | Damien Chazelle                                                            | Gewonnen    |
| 2017 | Satellite Award          | Beste film                     | Beste film                                                                 | Gewonnen    |
| 2017 | Satellite Award          | Beste regisseur                | Damien Chazelle                                                            | Genomineerd |
| 2017 | Satellite Award          | Beste actrice                  | Emma Stone                                                                 | Genomineerd |
| 2017 | Satellite Award          | Beste acteur                   | Ryan Gosling                                                               | Genomineerd |
| 2017 | Satellite Award          | Beste originele scenario       | Damien Chazelle                                                            | Genomineerd |
| 2017 | Satellite Award          | Beste soundtrack               | Justin Hurwitz                                                             | Gewonnen    |
| 2017 | Satellite Award          | Beste muzieknummer             | Justin Hurwitz, Benj Pasek, Justin Paul ("Audition: The Fools Who Dream")  | Genomineerd |
| 2017 | Satellite Award          | Beste muzieknummer             | Justin Hurwitz, Benj Pasek, Justin Paul ("City of Stars")                  | Gewonnen    |
| 2017 | Satellite Award          | Beste camerawerk               | Linus Sandgren                                                             | Genomineerd |
| 2017 | Satellite Award          | Beste montage                  | Tom Cross                                                                  | Genomineerd |
| 2017 | Satellite Award          | Beste geluid                   | Andy Nelson, Ai-Ling Lee, Steven Morrow, Mildred Iatrou                    | Genomineerd |
| 2017 | Satellite Award          | Beste productieontwerp         | David Wasco                                                                | Gewonnen    |
| 2017 | Satellite Award          | Beste kostuums                 | Mary Zophres                                                               | Genomineerd |